# Bembix kohlii
Bembix kohlii (лат.) — вид песочных ос рода Bembix из подсемейства Bembicinae (Crabronidae). Обнаружены в северной Африке (Египет) и Западной Азии (Саудовская Аравия, ОАЭ, Оман). Среднего размера осы: длина тела около 2 см. Тело коренастое, чёрное с развитым жёлтым рисунком. Лабрум вытянут вперёд подобно клюву. Вид был впервые описан в 1897 году и назван им в честь австрийского гименоптеролога Франца Фридриха Коля (F. F. Kohl, 1851—1924). В пустынях эмирата Дубая (Dubai Desert Conservation Reserve, ОАЭ) отмечены на цветках Содомского яблока (Calotropis procera, Кутровые).